# كأس الغارفي 2001
كأس الغارفي 2001 هو الموسم 8 من كأس الغارفي. أقيم خلال الفترة 11 مارس 2001 وحتى 17 مارس 2001، وكان عدد الأندية المشاركة فيه 8، وفاز فيه منتخب السويد لكرة القدم للسيدات.